# José Manuel Colmenero
José Manuel Colmenero Crespo (Gijón, Asturias, España, 29 de noviembre de 1973) es un exfutbolista español que jugaba de centrocampista. Debutó en Primera División con el Real Sporting de Gijón.

## Trayectoria
Se formó en las categorías inferiores del Real Sporting de Gijón, a donde llegó procedente de la Sociedad Deportiva Llano 2000. En la segunda vuelta de la temporada 1992-93 fue cedido al Ribadesella C. F. de la Tercera División. Una vez expirado el periodo de préstamo, se incorporó a la plantilla del Real Sporting de Gijón "B" y llegó a debutar en Primera División con el Sporting el 6 de abril de 1994 durante un encuentro disputado ante el Real Madrid C. F. en el estadio Santiago Bernabéu que finalizó 2-2. Para la campaña 1996-97 salió de nuevo en calidad de cedido, esta vez al R. C. D. Mallorca, en Segunda División, equipo con el que consiguió el ascenso a la máxima categoría al final de la misma tras vencer en la promoción al Rayo Vallecano de Madrid. Sin embargo, a su regreso al Sporting en la temporada 1997-98, cosechó el primero de sus descensos a Segunda División. Tras militar durante otro año con el equipo asturiano en la categoría de plata, fue traspasado al R. C. Deportivo de La Coruña a cambio de 300 millones de pesetas.
En su primera temporada en el Deportivo sufrió una lesión de clavícula que solo le permitió disputar un encuentro de Copa del Rey ante el Málaga C. F. antes de ser cedido en el mercado de invierno a la S. D. Compostela. Durante la campaña 2000-01 militó en el C. D. Numancia de Soria, también en calidad de préstamo, donde descendió por segunda vez en su carrera a la categoría de plata. Ya de vuelta en las filas del Deportivo, consiguió debutar en la Liga de Campeones contra el Olympiacos de El Pireo el 31 de octubre de 2001; además, también se proclamó campeón de la Copa del Rey 2001-02 tras derrotar en la final al Real Madrid en el estadio Santiago Bernabéu. Ese mismo año, pudo conquistar la Supercopa de España justo antes de afrontar una nueva cesión al Hannover 96 de la Bundesliga. Sin embargo, no tuvo éxito en el conjunto alemán y en enero de 2003 regresó a España para jugar en Segunda División con el Club Polideportivo Ejido. En el año 2004, después de otra temporada jugando como cedido en el Elche C. F., consiguió desvincularse del Deportivo de La Coruña y fichó por el Pontevedra C. F. El 21 de abril de 2005, antes de concluir la campaña, rescindió su contrato con el club gallego.
Su siguiente equipo fue la U. D. Marbella, donde pasó un año hasta que se incorporó al C. D. Roquetas de Tercera División. Con el club de la provincia de Almería consiguió un ascenso a Segunda División B en la temporada 2007-08. Después de disputar otra campaña en la categoría de bronce con el Roquetas, regresó a Asturias para fichar por el Club Marino de Luanco en junio de 2009. Unos meses después decidió abandonar la práctica del fútbol tras sufrir una lesión en el tobillo derecho.

## Clubes
| Club                         | País     | Año       |
| ---------------------------- | -------- | --------- |
| Ribadesella C. F.            | España   | 1992-1993 |
| Real Sporting de Gijón "B"   | España   | 1993-1996 |
| R. C. D. Mallorca            | España   | 1996-1997 |
| Real Sporting de Gijón       | España   | 1997-1999 |
| R. C. Deportivo de La Coruña | España   | 1999-2000 |
| S. D. Compostela             | España   | 2000      |
| C. D. Numancia de Soria      | España   | 2000-2001 |
| R. C. Deportivo de La Coruña | España   | 2001-2002 |
| Hannover 96                  | Alemania | 2002-2003 |
| Club Polideportivo Ejido     | España   | 2003      |
| Elche C. F.                  | España   | 2003-2004 |
| Pontevedra C. F.             | España   | 2004-2005 |
| U. D. Marbella               | España   | 2005-2006 |
| C. D. Roquetas               | España   | 2006-2009 |
| Club Marino de Luanco        | España   | 2009-2010 |

## Palmarés

### Campeonatos nacionales
| Título              | Club                         | País   | Año  |
| ------------------- | ---------------------------- | ------ | ---- |
| Copa del Rey        | R. C. Deportivo de La Coruña | España | 2002 |
| Supercopa de España | R. C. Deportivo de La Coruña | España | 2002 |